# Cymbiola rossiniana
Cymbiola rossiniana is een slakkensoort uit de familie van de Volutidae. De wetenschappelijke naam van de soort is voor het eerst geldig gepubliceerd in 1859 door Bernardi.